# جامعة شندي
جامعة شندي هي جامعة حكومية سودانية، وهي عضو في  الاتحاد العالمي للجامعات وإتحاد الجامعات العربية  واتحاد الجامعات الأفريقية واتحاد جامعات العالم الإسلامي واتحاد مجالس البحث العلمي العربي . من أكثر كلياتها شهرة كلية القانون وتقع في مدينة المتمة وكلية الطب، وتقع في رئاستها في مدينة شندي صدر قرار جمهوري بإنشاءها في 1994 وكانت الكليات التي بدأت بها الدراسة جزء من جامعة وادي النيل ليتم تقسيمها لتصيح جامعة شندى وجامعة وادي النيل وجامعة دنقلا. بدأت الدراسة بأربع كليات هي كلية الطب، وكلية القانون، وكلية التربية، وكلية الآداب.

## أغراض الجامعة وأهدافها
تعمل الجامعة على تحصيل العلم وتدريسه وتطوير مناهجه ونشره وذلك بغرض خدمة البلاد وتنمية مواردها ونهضتها فكرياً وعلمياً واقتصادياً وثقافياً ومع عموم ما تقدم تعمل الجامعة على تحقيق الأغراض الآتية:
"" 1- تأكيد هوية الأمة وتأصيلها من خلال المناهج التي تقرها الجامعة وتطبيقها.
2- إجراء البحوث العلمية والتطبيقية المرتبطة بحاجات المجتمع المختلفة والمتجددة في سبيل خدمته والارتقاء به.
3- الاهتمام بعلوم البيئة الصحراوية والطب والأرض والصناعة في إطار الاهتمام بتنمية السودان عامة.
4- الاهتمام بقضايا التنمية البشرية والفكرية والقيم الدينية.
5- الاهتمام بالبيئة السودانية عامة وبيئة ولاية نهر النيل خاصة وتأهيل الكادر القادر على ترقيتها وحل قضايا الولاية المتعقلة بالبيئة.
6- ابتكار التقنية وتوظيفها لخدمة المجتمع السوداني، بالتعاون مع الجامعات ومؤسسات التعليم العالي والبحث العلمي الأخرى بالبلاد.
7- التفاعل مع المواطن في الريف بتفهم مشكلاته والاعتراف بمعرفته وخبرته والعمل معه على تطويرها وفق حاجته وقيمه.
8- إعداد الطلاب ومنحهم إجازاتهم العلمية.
تعتبر الجامعة أنموذجاً للجامعات المتجه نحو المجتمع والمعتمدة على حل المشكلات في مناهجها، ولها برامج عدة مثل:
أ‌- التنسيق / التكامل بين التعليم الطبي والخدمات الصحية.
ب‌- تكوين الفرق من كليات الطب والعلوم الصحية – التربية لمعلمي مرحلة الأساس وكلية تنمية المجتمع لتنفيذ برامج مجتمعية وتنموية.
نفذت مشروعاً متكاملاً للصحة الإنجابية – محاربة العادات الضارة وتمكين المرأة في أربعين قرية بمحلية شندى.""
.

## كليات الجامعة
وهي:
- الطب 1990 مجمع الكليات الطبية – شندي.
- الاقتصاد والتجارة وإدارة الأعمال 1997 –مجمع كليات العلوم والعلوم الإنسانية – تمنح البكالريوس العام ، الدبلوم العالي، الماجستير، الدكتوراة – شندي.
- العلوم والتقانة 2000- مجمع كليات العلوم والعلوم الإنسانية – تمنح البكالريوس العام ، الماجستير، الدكتوراة – شندي
- التربية – مرحلة الأساس - 1994 - مجمع كليات العلوم والعلوم الإنسانية –تمنح البكالريوس العام ، الدبلوم العالي، الماجستير، الدكتوراة – شندي.
- علوم الحاسوب وتقانة المعلومات 2014- مجمع كليات العلوم والعلوم الإنسانية – تمنح بكالريوس الشرف، الماجستير، الدكتوراة – شندي.
- الآداب 1995= مجمع كليات العلوم والعلوم الإنسانية – تمنح البكالريوس العام ، الدبلوم العالي، الماجستير، الدكتوراة – شندي.
- القانون – المتمة- تمنح بكالريوس الشرف ، الماجستير، الدكتوراة – 1993.
- [[علوم المختبرات الطبية 2010 مجمع الكليات الطبية – تمنح بكالريوس الشرف، الماجستير، الدكتوراة – شندي.
- [[علوم التمريض 2010 مجمع الكليات الطبية – تمنح بكالريوس الشرف ، الماجستير، الدكتوراة – شندي.
- الصحة العامة – المتمة- تمنح بكالريوس الشرف ، الماجستير، الدكتوراة – 2010.
- تنمية المجتمع – طيبة الخواض- تمنح البكالريوس العام ، الماجستير، الدكتوراة – 1996.
- المجتمع – شندي-2004.
- كلية الدراسات العليا والبحث العلمي – شندي-2010.

## مجالات الدراسات فوق الجامعية
وهي:
- كلية علوم التمريض: الدكتوراة والماجستير في كل تخصصات الكلية بالبحث والماجستير بالبحث في تمريض الحالات الحرجة، تمريض العمليات، تمريض صحة المجتمع، تمريض الأطفال.
- كلية علوم المختبرات الطبية: الدكتوراة والماجستير في كل تخصصات الكلية بالبحث.
- كلية الصحة العامة: الدكتوراة والماجستير في كل تخصصات الكلية بالبحث.
- كلية العلوم والتقانة: الدكتوراة والماجستير في كل تخصصات الكلية بالبحث.
- كلية الاقتصاد والتجارة وإدارة الأعمال: الدكتوراة والماجستير في كل تخصصات الكلية بالبحث والماجستير بالبحث في نظم المعلومات الإدارية، إدارة الأعمال والدبلوم العالي في إدارة الأعمال، المحاسبة.
- كلية الآداب: الدكتوراة والماجستير في كل تخصصات الكلية بالبحث والدبلوم العالي في اللغة العربية وآدابها، اللغة الإنجليزية وآدابها، الآثار والمتاحف، السياحة.
- كلية التربية لإعداد معلمي مرحلة الأساس: الدكتوراة والماجستير في كل تخصصات الكلية بالبحث والدبلوم العالي في التربية.
- كلية القانون: الدكتوراة والماجستير في كل تخصصات الكلية بالبحث والماجستير بالبحث في الشريعة الإسلامية، القانون.
- تنمية المجتمع: الدكتوراة والماجستير في كل تخصصات الكلية بالبحث.

## المراكز البحثية والمتخصصة
وهي:
- مركز تقنية المعلومات 2010
- مركز الطب النووي ومعالجة الأورام 2009.
- مركز معالجة وجراحة الكلى - 1998.
- مركز القلب - 2009
- مركز التطوير التربوي 1999.
- معهد الدراسات المروية 1999.

## مركز تقنية المعلومات
- تشكل عمليات تقنية المعلومات جانباً مهماً في العمليات التنظيمية بالجامعة، وهي تعد إحدى الأولويات الرئيسية عند الجامعة، التقدم المعرفي والتقني الذي يشهده العالم أبرز عدداً من التوجهات العالمية الحديثة في التعليم، ومن أهمها التوجه نحو تطبيقات التعلم الإلكتروني والتعليم عن بعد، مما الجامعة جعل تبنى أحدث الوسائل التقنية في التعليم ناشدةً التميز وتحسين مستوى الأداء الأكاديمي لتأصيل قيم وأهداف وسياسات واستراتيجيات الجامعة.

```
ولتحقيق توجة الجامعة للإستفادة القصوى من تكنلوجيا المعلومات أنشأت مركز تقنية المعلومات عام 2010 بالقرار الإداري رقم (21) لسنة 2010 بتاريخ 21/6/2010 ويتبع إداريا لمكتب مدير الجامعة بتوظيف التكنولوجيا الحديثة لخدمة العملية التعليمية، وتحقيق شعار الجامعة «جامعة إلكترونية».
يعمل المركز على توفير البنيات التحتية لتقنية المعلومات التي ترتكز على الحداثة والتجديد والابتكار وتتميز بدرجة عالية من الجودة والأمان والموثوقية، ودعم العمليات التعليمية من خلال توفير وتشغيل وصيانة أنظمة تعليمية عالية الأداء تكون متاحة لجميع المستخدمين بشكل سهل وآمن، وتطوير وبناء أنظمة وحلول التعليم والتعلم الإلكتروني التفاعلي والتعليم المفتوح وتوفير التقنيات المساندة للعمليات التعليمية والإدارية وتوفير قواعد المعلومات البحثية التي تدعم البحث العلمي والنشر الإلكتروني. وكذلك يعمل المركز على إعادة هندسة الإجراءات التقليدية بمنظومات برمجية تعمل على حوسبة التعاملات الإدارية والمالية وتطوير الية التواصل بين منسوبي الجامعة. 
قدم المركز خدمات التدريب لأعضاء هيئة التدريس والعاملين والطلاب بالجامعة من خلال تصميم وتنفيذ الدورات الحتمية لأعضاء هيئة التدريس وبرامج التدريب لهيئة التدريس والعاملين والطلاب لاستخدام أنظمة وبوابات الجامعة الإلكترونية ويقدم المركز خدماته التدريبية للمجتمع تحقيقا لأهداف الجامعة بحيث يساهم في رفع المستوى المعلوماتي من خلال المشاركات المجتمعية وتقديم دورات تدريبية متخصصة في مجال تقنية المعلومات. 
ويعمل المركز على بناء علاقات مهنية وشراكات ذكية مع الجهات المتخصصة في مجال تقنية المعلومات لتبادل الخبرات لتطوير بيئة تقنية المعلومات بالجامعة. ومع عموم ما تقدم تعمل الجامعة على تحقيق الأغراض الآتية: ""
```

1- الاهتمام بتطوير نظم المعلومات على اختلاف أنواعها وتطبيقاتها وأجهزتها وتقنياتها علي حسب احتياجات إدارات الجامعة على تعدد مستوياتها.
2- خدمة العملية التعليمية والبحث العلمي وتعزيز بيئة التعليم الإلكتروني بالجامعة، بتطوير البُنى التحتية اللازمة وتوظيف تقنية المعلومات.
3- مواكبة التطور السريع في مجال المعلوماتية لتقديم خدمات إلكترونية متميزة ومطابقة لمعايير أمن المعلومات.
4- بناء القدرات البشرية والمؤسسية في مجال نظم المعلومات وتقنياتها بالجامعة.
5- العمل على نشر ثقافة المعلومات وتقنياتها في الجامعة والتوعية بأهميتها والتأكيد على دورها في الوصول لمجتمع المعرفة والمساعدة في صنع وإتخاذ القرار.
6- تحقيق أعلى مراتب التصنيف الرقمي للجامعات والمحافظة على مواقع الجامعة المتقدمة بالتصنيفات العالمية المختلفة للترتيب الرقمي للجامعات محلياً وأقليمياً وعالمياً.
7- المساهمة في خدمة المجتمع والتفاعل معه. "".
- الرؤية: "" أن يحقق الريادة والتميز من خلال منظومة جامعية رقمية، ذكية ومعرفية بمعايير عالمية. ""
- الرسالة: "" تتمثل رسالة المركز في توفير الحلول التقنية المتكاملة والآمنة لدعم كافة العمليات الإدارية والتعليمية والبحثية للارتقاء بمستوى الأداء بالجامعة والتعريف بالجامعة داخلياً وخارجياً مع مواكبة التطورات التقنية ونشر المعرفة بتقنية المعلومات في المجتمع الجامعي وخارجه. ""
- المهام والواجبات:

"" 1- وضع الخطط لمشروعات نظم المعلومات والعمل على تنميتها وتطويرها في حدود الميزانية المجازة.
2- وضع المواصفات والشروط الفنية المطلوب توافرها في الأنظمة والشبكات وأجهزة المعلومات بالجامعة.
3- تطوير بنية تحتية مواكبة للتطور التقني محققةً أعلى درجات الأمن والحماية.
4- توفير التقنيات الحديثة بحوسبة جميع الأعمال الاكاديمية، التعليمية، الإدارية، والمالية بالجامعة.
5- تطوير البوابات الالكترونية الأكاديمية للجامعة، وتوفير الخدمات الالكترونية الأساسية لمنسوبي الجامعة.
6- تقديم الخدمات الإلكترونية الممكنة للطلاب والباحثين بتوفير نظم التعليم الإلكتروني وتصميم نظم المكتبات الرقمية.
7- توفير الدعم الفني اللازم لإدارات الجامعة وتقديم الاستشارات فيما يتعلق بأجهزة الحاسوب وتقنية المعلومات.
8- وضع وتطبيق نظم المعلومات ومناهجه وصناعة البرمجيات والعتاد (الأجهزة المادية) والشبكات ونظم الاتصال.
9- تصميم وتنفيذ الدورات التدريبية لبناء القدرات لمنسوبي الجامعة في مجالات المعلوماتية والتعليم الإلكتروني بالتنسيق مع الجهات المختصة بالجامعة.
10- تصميم وتنفيذ برامج التدريب في مجالات الحاسوب والشبكات والاتصالات (الدورات العادية والدورات التأهيلية للشهادات العالمية) للمؤسسات العامة والخاصة ولأفراد المجتمع بالتنسيق مع الجهات المختصة.
11- تقديم الاستشارات والحلول الإلكترونية والدراسات الفنية للمؤسسات العامة والخاصة في مجالات المعلوماتية.
12- تبادل المعلومات والخبرات مع الأجهزة العاملة في مجال المعلومات المحلية والولائية والقومية والعالمية ذات الصلة بعمل واختصاصات المركز بما يتوافق مع السياسات المجازة من مجلس المركز.
13- تنظيم ورعاية التنافس في مجال المعلومات وتقنياتها بالجامعة.
14- رعاية منظمات المجتمع المدني المحلية العاملة في مجال المعلومات والتنسيق معها لتجسير الفجوة الرقمية. ""

## وصلات خارجية ومصادر
- الموقع الرسمي لجامعة شندي
- أمانة الشئون العلمية في جامعة شندي
- عمادة شئون الطلاب في جامعة شندي
- عمادة شئون المكتبات في جامعة شندي
- كلية الدراسات العليا في جامعة شندي
- الموقع الرسمي لكلية الطب جامعة شندي
- مجلات علمية تقدمها الجامعة
- مركز تقنية المعلومات
- المركز الإعلامي في جامعة شندي

## الكليات التابعة لها
1- كلية الطب والجراحة.
2- كلية علوم المختبرات.
3- كلية الصحة العامة.
4- كلية التمريض العالي.
5- كلية القانون.
6- كلية التربية لمعلمي مرحلة الأساس.
7- كلية الآداب.
8- كلية تنمية المجتمع.
9- كلية الاقتصاد والتجارة وإدارة الأعمال.
10- كلية العلوم والتقانة.
11- كلية المجتمع (وهي كلية موجهة لتنمية المرأة في الحضر والريف).
كما تضم الجامعة عدداً من المراكز والمعاهد العلمية في التخصصات المختلفة.

## أغراض الجامعة وأهدافها
تعمل الجامعة-في إطار السياسة العامة للدولة والبرامج التي يضعها المجلس القومي - على تحصيل العلم وتدريسه وتطوير مناهجه ونشره وذلك بغرض خدمة البلاد وتنمية مواردها ونهضتها فكرياً وعلمياً واقتصادياً وثقافياً ومع عموم ما تقدم تعمل الجامعة على تحقيق الأغراض الآتية:
1- تأكيد هوية الأمة وتأصيلها من خلال المناهج التي تقرها الجامعة وتطبيقها.
2- إجراء البحوث العلمية والتطبيقية المرتبطة بحاجات المجتمع المختلفة والمتجددة في سبيل خدمته والارتقاء به.
3- الاهتمام بعلوم البيئة الصحراوية والطب والأرض والصناعة في إطار الاهتمام بتنمية السودان عامة.
4- الاهتمام بقضايا التنمية البشرية والفكرية والقيم الدينية.
5- الاهتمام بالبيئة السودانية عامة وبيئة ولاية نهر النيل خاصة وتأهيل الكادر القادر على ترقيتها وحل قضايا الولاية المتعقلة بالبيئة.
6- ابتكار التقنية وتوظيفها لخدمة المجتمع السوداني، بالتعاون مع الجامعات ومؤسسات التعليم العالي والبحث العلمي الأخرى بالبلاد.
7- التفاعل مع المواطن في الريف بتفهم مشكلاته والاعتراف بمعرفته وخبرته والعمل معه على تطويرها وفق حاجته وقيمه.
8- إعداد الطلاب ومنحهم إجازاتهم العلمية.
تعتبر الجامعة أنموذجاً للجامعات المتجه نحو المجتمع والمعتمدة على حل المشكلات في مناهجها، ولها برامج عدة مثل:
أ‌- التنسيق / التكامل بين التعليم الطبي والخدمات الصحية.
ب‌- تكوين الفرق من كليات الطب والعلوم الصحية – التربية لمعلمي مرحلة الأساس وكلية تنمية المجتمع لتنفيذ برامج مجتمعية وتنموية.
نفذت مشروعاً متكاملاً للصحة الإنجابية – محاربة العادات الضارة وتمكين المرأة في أربعين قرية بمحلية شندى.

## الدرجات التي تمنحها الجامعة
تمنح درجة بكالوريوس في جميع كلياتها والأقسام كما تمنح الماجستير والدكتواره.

## كلية الدراسات العليا والبحث العلمي
1: تم إنشاء مركز الدراسات العليا بموجب النظام الأساسي رقم (20)ومن ثم تم تحويل المركز لكلية الدراسات العليا والبحث العلمي:
وتتلخص أهم اختصاصاته في:
1-1 : رسم السياسة العامة للدراسات العليا بالجامعة ووضع اللوائح التي تنظمها.
1-2 : ترقية البحث وتطويره في مجال الدراسات العليا.
1-3 : وضع اللوائح الخاصة بالبحث العلمي والتدريب في الدراسـات العليـا
بالتنسيق مع لجان البحث العلمي في الكليات والمعاهد والمراكز والمدارس بالجامعة.
1-4 : رفع التوصية لمجلس الأساتذة بمنح الدرجة العلمية.
2 : تمنح الكلية الدرجات العلمية فوق الجامعية على نحو ما هو موضح:
2-1 : تمنح درجة الدبلوم العالي بنظام المقررات والبحث التكميلي.
2-2 : تمنح درجة الماجستير بنظام المقررات والبحث التكميلي أو بنظام البحث فقط.
2-3 : تمنح درجة الدكتوراه بنظام البحث فقط.
3- مجالات الدراسات فوق الجامعية:
3-1 : كلية الطب والعلوم الصحية:
3-1- : الماجستير:
3-1-2-1 : ماجستير المختبرات الطبية في مختلف التخصصات.
3-1-2-2 : ماجستير التمريض العالي في مختلف التخصصات.
3-1-2-3 : ماجستير الصحة العامة في مختلف التخصصات.
3-2 : كلية الآداب:
3-2-1 : قسم اللغة العربية:
3-2-1-1 : الدبلوم العالي في اللغة العربية وآدابها.
3-2-1-2 : الماجستير في اللغة العربية وآدابها بالبحث.
3-2-1-3 : الدكتوراه في اللغة العربية وآدابها بالبحث.
3-2-2 : قسم اللغة الإنجليزية:
3-2-2-1 : الدبلوم العالي في اللغة الإنجليزية وآدابها.
3-2-2-2 : الماجستير في اللغة الإنجليزية وآدابها بالبحث.
3-2-2-3 : الدكتوراه في اللغة الإنجليزية وآدابها بالبحث.
3-2-3 : قسم الآثار والمتاحف:
3-2-3-1 : الدبلوم العالي في الآثار والمتاحف.
3-2-3-2 : الدبلوم العالي في المتاحف.
3-2-3-3 : الماجستير في الآثار والمتاحف بالبحث.
3-2-3-4 : الدكتوراه في الآثار والمتاحف بالبحث.
3-2-4 : قسم السياحة والفندقة:
3-2-4-1 : الدبلوم العالي في السياحة.
3-2-4-2 : الماجستير في العلوم السياحية بالبحث.
3-2-4-3 : الدكتوراه في العلوم السياحية بالبحث.
3-2-5 : قسم التاريخ:
3-2-5-1 : الماجستير في كل فروع التاريخ بالبحث.
3-2-5-2 : الدكتوراه في كل فروع التاريخ بالبحث.
3-3 : كلية التربية لإعداد معلمي مرحلة الأساس:
3-3-1 : الدبلوم العالي في التربية.
3-3-2 : الماجستير في التربية بالبحث.
3-3-3 : الدكتوراه في التربية بالبحث.
3-4 : كلية الشريعة القانون:
3-4-1 : الدبلوم العالي في الشريعة الإسلامية.
3-4-2 : الدبلوم العالي في القانون الخاص
3-4-3 : الدبلوم العالي في القانون العام.
3-4-4 : الماجستير في القانون العام بالبحث.
3-4-5 : الماجستير في الشريعة الإسلامية بالبحث.
3-4-6 : الماجستير في القانون الخاص بالبحث.
3-4-7 : الدكتوراه في القانون العام بالبحث.
3-4-8 : الدكتوراه في الشريعة الإسلامية.
3-4-9 : الدكتوراه في القانون الخاص بالبحث.

## مركز تقنية المعلومات
المرقع الإلكتروني:
http://itcenter.ush.sd/
أنشئ مركز تقنية المعلومات بجامعة شندي عام 2010 ويتبع إداريا لمكتب مدير الجامعة، بهدف استخدام تكنولوجيا المعلومات في العمليتين الإدارية والأكاديمية.وهو يعمل على الارتقاء بمستوى الأداء في العمادات والكليات والأقسام الإدارية الأخرى بالجامعة.
ويسعى المركز لترقية الأداء في كافة مجالات العمليتين التعليمية والإدارية من خلال البرامج الإلكترونية التي الموجودة في بيئة العمل حالياً والبرامج التي تحت التطوير وذلك لدفع عجلة التعليم بما يتوافق مع خطط وسياسات الجامعة، ومع ما يتوافق مع إستراتيجيات التعليم العالي والبحث العلمي. ويرفع المركز كما هو حال إدارته العليا شعار (جامعة بلا ورق) وهذا ما نعمل عليه حاضراً ومستقبلا.
ولتحقيق أهداف المركز تكون للمركز المهام الآتية:
•	الإشراف على كل ما يتعلق بتقنية المعلومات غير التدريسية في الجامعة.
•	تطوير بنية تحتية مواكبة للتطور التقني محققةً أعلى درجات الأمان.
•	توفير الحلول التقنية التي تسهم في رفع الأداء وتأمين سرعة التواصل بين كليات وإدارات الجامعة المختلفة.
•	حوسبة جميع الأعمال الإدارية والمالية والتعليمية بالجامعة وتحديد المواصفات والشروط الفنية المطلوب توافرها في أنظمة المعلومات والأجهزة في الجامعة، وتوفير التقنيات الحديثة بما يسهم في رفع كفاءة وجودة انجاز الأعمال في الجامعة.
•	توفير الخدمات الإلكترونية للطلاب والعاملين بالجامعة من خلال موقع الجامعة بالإنترنت.
•	الإشراف ومتابعة جميع المشاريع المتعلقة بتكنولوجيـا المعلومـات من خلال تعاقـد الجامعة مع جهات أخرى لتنفيذها.
•	الإشراف علي أجهزة ومعدات النظم الإلكترونية تركيبها وتهيئتها واستقبال بلاغات الأعطال.
•	وضع الخطط المستقبلية لاستقطاب وتدريب العنصر البشري بالمركز.
•	ترشيح برامج التدريب المناسبة في تطبيقات الحاسوب لمنسوبي الجامعة ومنسوبي المركز وعقد الدورات التدريبية على تطبيقات الحاسوب وأنظمة الجامعة الإلكترونية لأعضاء الهيئتين الأكاديمية والإدارية.
•	إبراز كآفة الأنشطة والفعاليات التي ينفذها بالجامعة بالإضافة لأنشطة الجامعة المختلفة.
•	بناء علاقات مهنية مع الجهات المتخصصة في مجال تقنيات المعلومات للاستفادة من خبراتها لتطوير بيئة تقنية المعلومات بالجامعة
•	تقديم الاستشارات والخدمات العامة والتدريب في مجالي الحاسوب والشبكات للمؤسسات العامة والخاصة في المجتمع وتنظيم هذه الخدمات وإدارتها وتنفيذها بمقابل على أن لا يتعارض ذلك مع أعمال المركز الأساسية.

### رؤية المركز
أن يحقق الريادة والتميز من خلال منظومة جامعية رقمية، ذكية ومعرفية بمعايير عالمية.

### رسالة المركز
تتمثل رسالة المركز في توفير الحلول التقنية المتكاملة والآمنة لدعم كافة العمليات الإدارية والتعليمية والبحثية للارتقاء بمستوى الأداء بالجامعة والتعريف بالجامعة داخلياً وخارجياً مع مواكبة التطورات التقنية ونشر المعرفة بتقنية المعلومات في المجتمع الجامعي وخارجه.

### أهداف المركز
•	توظيف تكنولوجيا المعلومات لدعم جميع الأنشطة في الجامعة.
•	مواكبة التطور السريع في مجال تكنولوجيا المعلومات.
•	توفير منظومة معلوماتية لدعم اتخاذ القرار.
•	تطوير الإجراءات الأكاديمية والإدارية والمالية نحو تقديم خدمات إلكترونية متميزة.
•	تقديم الاستشارات والحلول الإلكترونية والدراسات الفنية.

### قيم المركز
يلتزم المركز بمجموعة من القيم والأخلاقيات وهي التي توجه مسيرته ويبنى على ضوئها المركز علاقاته داخل المجتمع الجامعي وخارجه، وتتمثل هذه القيم في:
الأمانة - التميز - الابتكار – الإبداع- المسئولية - الشفافية - المصداقية - العمل الجماعي - التدريب المستمر- حسن إدارة الوقت.

## كلية الطب والجراحة
http://med.ush.sd/php/index.php نسخة محفوظة 4 أغسطس 2012 على موقع واي باك مشين.
أسست كلية الطب والجراحة عام 1990 كإحدى كليات جامعة وادي النيل، وضمت لجامعة شندي بعد تأسيسها في العام 1994. التي كانت بمسمى كلية الطب والعلوم الصحية والتي كانت تضم كليات المختبرات الطبية والتمريض العالي والصحة العامة قبل أن يتم فصل هذه الكليات بقرار من مجلس الجامعة في العام 2006 والذي بدأ تنفيذه في العام 2011.
أُنشئت هذه الكلية على النمط المعاصر لكليات الطب الموجه لخدمة المجتمع مساهمة في حل مشكلاته. واعتمدت مناهجها في تكاملها وتداخلها على الفريق الصحي ذي التخصصات المتعددة وبهذا عملت على إعداد الفريق الصحي المتكامل والمرتبط بالبيئة والمجتمع. وتخطط الكلية في للإجازات الأسنان، الصيدلة والطب الرياضي والعلاج التأهيلي.

## كلية علوم المختبرات الطبية
تأسست كلية علوم المختبرات الطبية في العام 1994 وكانت من ضمن الاجازات المكونة لكلية الطب والعلوم الصحية. وتم قبول الدفعة الأولى بها في العام الدراسى 1994_1995 م وكان عدد طلابها 30 طالبا ومن ثم أصبحت كلية علوم المختبرات الطبية في 29 سبتمبر 2010م.
والرسالة الخاصة بالكلية:
•	العمل على جعل الكلية نموذج علمي تخصصي يحتذي به على المستوى المحلى والإقليمي والدولي.
•	تعزيز الترابط العلمي بين الكلية والكليات المناظرة الإقليمية.
•	تشجيع الباحثين والمتخصصين لإتمام أبحاثهم العلمية وتطويرها.
•	تشجيع الباحثين والمتخصصين لإتمام أبحاثهم العلمية وتطويرها.
•	إثراء البحث العلمي والمشاركة في تطوير وتوسيع قاعدة البحث العلمي مع كليات الجامعة شندي والكليات التطبيقية الأخرى وتسخيره في خدمة التنمية والنهوض بالمجتمع.
•	استكشاف وتنمية الملكات الإبداعية لدى الدراسين والباحثين والعمل على تنميتها وصقلها.
•	تبادل الآراء النهوض بالعملية وتحقيق ضمان الجودة الشاملة فيها، وتحقيق التنمية المهنية لأسرة هيئة التدريس بالكلية.
•	توطيد العلاقة بين الطلاب وهيئة التدريس منة خلال البرامج الثقافية.

## كلية الصحة العامة
تأسست كلية الصحة العامة تحت مسمي إجازة الصحة العامة كواحدة من أقدم ثلاثة إجازات (الطب والتمريض والصحة العامة) اللائي أسست بهم كلية الطب والعلوم الصحية – جامعة وادي النيل – عام 1990م. وبهذا فقد مثلت الكلية النواة الأولي لكلية الطب والعلوم الصحية والتي انبثقت لتكون جامعة شندي في العام ثم انضمت إليها إجازة العلوم الطبية الأساسية وإجازة المختبرات ليكتمل الفريق الصحي. استمرت إجازة الصحة العامة ضمن إجازات كلية الطب والعلوم الصحة حتي أغسطس 2010م لتستقل وتصبح كلية قائمة بذاتها ذات مقر منفصل بمدينة المتمة تحت مسمي كلية الصحة العامة. أساتذة الإجازة من المؤسسيين الأوائل للكلية والجامعة ساهموا وشاركوا بفعالية في تطوير الإجازة والكلية بل والجامعة. وطلاب الإجازة مساهماتهم في أنشطة الكلية والجامعة والمجتمع كبيرة ومقدرة. ومنهج الإجازة من المناهج المتطورة ولذلك نجد خريجي الإجازة من أميز الخريجين في سوق العمل ومشهود لهم بالكفاءة العالية.
تسعى كلية الصحة العامة إلى تطوير وتجويد أدائها في مجالات الصحة العامة المختلفة، بهدف مواكبة التطور العلمي والتقني في المجالين الأكاديمي والإداري، وكذلك جعل آلية العمل بالكلية آلية دقيقه ومتقنه تسير بسلاسة ومرونة دون تعقيد أو إرباك.

## كلية التمريض العالي
أُنشئت إجازة التمريض العالي ضمن كلية الطب والعلوم الصحية عام 1990م وكانت تتبع آنذاك لجامعة وادي النيل ثم أصبحت إحدى إجازات الطب والعلوم الصحية بجامعة شندي في مارس 1994م، ومن ثم أصبحت كلية التمريض العالي في 29 سبتمبر2010م. وتقع مباني الكلية في مجمع كليات الطب والعلوم الصحية بشندي.

## كلية القانون
كلية القانون هي إحدى ثلاث قامت عليها جامعة شندي بجانب كليتي الطب والتربية لإعداد معلمي مرحلة الأساس. وقد تم قبول أول دفعة من الطلاب في عام 1994م وبدأت الدراسة بمباني كلية التربية بشندي وخرجت الدفعة الأولى في عام 1998م. في العام 1994م انتقلت الكلية إلي مقرها الحالي عند مدخل مدينة المتمة بولاية نهر النيل من الناحية الشرقية
أول دفعة من طلاب الكلية كان قوامها 40 طالب وطالبة تخرج منها 28 طالباً وطالبة وقد تخرجت هذه الدفعة في العام 1998م، ثم تتابعت الدفعات المتخرجة حتى بلغت بنهاية العام الدراسي 2010م أربعة عشرة دفعة

## كلية التربية
أنشئت الكلية سنة 1994م وهي امتداد لمعهد أعداد المعلمين الذي أسهم لأكثر من قرن في إعداد المعلمين وقد بذلت إدارة الجامعة مجهودات متصلة لتأهيل الكلية. من حيث المباني والقاعات والمعامل والمكاتب والأثاثات.

## كلية الآداب
أنشئت كلية الآداب سنة 1995م لخدمة أغراض الجامعة لتتجه نحو المجتمع بأهداف واضحة ووسائل علمية تعمل على تحريك الفعاليات والإمكانيات المادية والاجتماعية والثقافية. تحديثاً وتنمية للمجتمع المحلى في إطار الإرث الحضاري والإنساني. وتختص الكلية وتنفرد عن باقي كليات الآداب في ربطها بين الآثار والسياحة والفندقة وفق مفهوم جديد تبرزه مناهجها وأقسامها.

## كلية تنمية المجتمع
أنشئت كلية تنمية المجتمع في العام 1995م بقرية طيبة الخواض محافظة المتمة بغرض التوجه لخدمة المجتمع والإسهام في حل مشكلاته التنموية والتي تتطلب دراسة شاملة وتغييراً مقصوداً ومخططاً والوصول إلي نتائج يستند عليها صناع القرار، كما تعمل الكلية على فهم المحيط الاجتماعي والثقافي والمساهمة الإيجابية في تطوير المجتمع المحلي بكافة الوسائل.

## كلية الاقتصاد والتجارة وإدارة الأعمال
تأسست كلية الاقتصاد والتجارة وإدارة الأعمال في عام 1998م وكانت تضم ثلاثة أقسام هي قسم الاقتصاد وقسم التجارة وقسم إدارة الأعمال وفي عام 2002م تم إنشاء قسم المحاسبة.
موقع الكلية الآن مدينة شندي مجمع كليات التربية ويبلغ عدد طلابها حوالي 120 طالب في مختلف الفصول الدراسية وتضم في معيتها عدد من أعضاء هيئة التدريس في مختلف التخصصات في العلوم الاقتصادية والإدارية.

## كلية العلوم والتقانة
http://scitch.ush.sd/php/index.php نسخة محفوظة 4 أغسطس 2012 على موقع واي باك مشين.
أُنشئت كلية العلوم والتقانة في العام 2000م بمدينة شندي على النمط المعاصر لكليات العلوم والتقانة وعليه ستكون متجهة لخدمة المجتمع مساهمة في حل مشكلاته العلمية والتقنية وستكون مناهجها متداخلة ومتكاملة لتحقيق هذا الغرض وتستمد الكلية أغراضها من أهداف الجامعة وبصفة خاصة مسألة العمل على إعداد الخريج المؤهل القادر على خدمة المجتمع.
حرصت الكلية منذ نشأتها على وضع خطط دراسية لتلبية متطلبات تخصصاتها المختلفة وحاجة المجتمع، مراعية في ذلك التطوير الدائم لهذه الخطط وفق المستجدات العالمية. وتسعى الكلية إلى وضع برامج الدكتوراة والماجستير والدبلوم العالى في جميع التخصصات ضمن خطة شاملة للكلية لتطوير برامج الدراسات العليا في الجامعة وتلبية حاجات المجتمع ورغبات الخريجين في مواصلة تعليمهم العالي.
كما وضعت كلية العلوم في أولويات عملها إعادة تجهيز المختبرات العلمية وتطويرها حيث عملت مع الجهات المسئولة بجهد مضاعف لتوفير اللوازم والتجهيزات المعملية ليجد الطالب الفرصة الملائمة لاستكمال المساق العملى ولطلاب البحث العلمي الحصول على فرصة لإنجاز أبحاثهم.
كما سعت كلية العلوم إلى فتح آفاق تعاون وشراكات مع مؤسسات أكاديمية محلية وخارجية، وكذلك عقد اتفاقات تعاون مشترك مع مؤسسات المجتمع المحلي ضمن خطة مدروسة.

## كلية المجتمع
يستمد المجتمع السوداني اهتماماته بمؤسسات التعليم العالي من اهتمامه بتربية وتعليم أبنائه حتى المراحل الجامعية المتقدمة. وتعتبر كليات المجتمع من أهم الكليات بالجامعات إذ عن طريقها تتواصل الجامعات بمجتمعاتها حتى أصبح نجاح الجامعة يقاس بمدى انفتاحها على مجتمعها وتبنى قضاياه. وأُنشئت كليات المجتمع في العام 2005م في عدد من ولايات السودان ومن ضمنها ولاية نهر النيل التي توجد بها كليتان الأولى بمدينة عطبرة والثانية بمدينة شندي تقوم وزارة التعليم العالي والبحث العلمي بإعداد وتدريب الكوادر البشرية المسئولة عن عمليات التدريس بهذه الكليات مع الاستفادة من أساتذة الجامعات المعنية على مستوى الإشراف الإداري.
أُنشئت كلية المجتمع بجامعة شندي بتوجيه من وزير التعليم العالي والبحث العلمي وتم إنشاؤها بموجب قرار مدير الجامعة في أغسطس 2004م ويقع المقر الرئيسي لها بمركز الفاتح للدراسات الإسلامية شندي. وتستهدف الكلية كل قطاعات المجتمع دون القيد بسن محدده أو مستوى تعليمي معين حيث تشمل هذه البرامج الشباب والنساء والشيوخ والأطفال ولكن في هذه المرحلة استهدفت الكلية المرأة باعتبارها العنصر الهام والذي يؤثر في كل العناصر حتى تستطيع ملء الفراغ واكتساب مهارات حول إدارة المنزل وربط ذلك بالثقافة الدينية ويتم التركيز على وجه الخصوص علي ربات البيوت من الأسر الفقيرة على وجه الخصوص وذوات التعليم البسيط غير الحاصلات على الشهادة السودانية والفاقد التربوي من العاملات في مجالات الحرف والصناعات اليدوية المختلفة.
كانت جامعة شندي سباقه للانفتاح نحو المجتمع بكل برامجها وكلياتها ولها تجربتها مع صندوق الأمم المتحدة للسكان إذ نفذت مشاريعها الذي أثبت نجاحا كبيرا وغطى أكثر من أربعين قرية في محلية شندي. والآن وعبر كلية المجتمع التي توسعت في مراكزها حيث بلغت ثمانية فروع وهنالك ثمانية أخرى مقترحة تواصل الجامعة في برامجها نحو المجتمع وتأمل أن تنتشر هذه الفروع حتى تشمل جميع قرى محليتي شندي والمتمة.

## وصلات خارجية
موقع جامعة شندي 